# Афитос
Афитос или Атитос (на гръцки: Άφυτος, Άθυτος) е село в Егейска Македония, Гърция, в дем Касандра в административна област Централна Македония.

## География
Афитос е разположено на източния бряг на полуостров Касандра - най-западният ръкав на Халкидическия полуостров на два km южно от Неа Фокея и на 77 km южно от Солун. Има население от 1231 души (2001). Селото е отличен пример за традиционна гръцка архитектура. На селския площад с неправилна форма е разположена църквата „Свети Димитър“, трикорабна куполна базилика (единствената на Халкидика), в която иконостасът и прозорците са украсени с каменни релефи. На площада е разположена и голяма традиционна къща, в която се помещава кметството и етнографски музей, основан в 1980 г. Това е едниственото място на Касандра, където дъното на морето около бреговата ивица представлява равен и гладък камък.

## История

### Античност
В района на Афитос има селище, което датира от 3000 г. пр. Хр. В VIII век пр. Хр. колонисти от Еретрия основават колонията Афитос, който в античността е важно селище на Палене. Светилището на Дионис и нимфите и храмът на Зевс Амон играят важна роля в архаичния и класическия период. Градът участва в Персийските войни със собствените си кораби. Принуден е от персите да им плаща данък. След оттеглянето на персите се присъедининява към Атинския морски съюз. Градът сече собствени пари със Зевс Амон. Процъфтява и по римско време.

### В Османската империя
Споменава се в светогорски документи от XIV век като село и в гръцки източници от началото на XVII век. Селото както и всички други селища на полуострова е принадлежало на вакъфа на Газанфер ага в нахия Каламария (Гелимерска нахия). Много жители на селото участват в Гръцката война за независимост в 1821 г. – Триандафилос Гаруфалу, Георгиос Панайоту, Анастасиос Кирязис и Гарифалос Антониу. Във войната селището е разрушено и е възстановено едва след 1827 година. Къщите му от местен варовик са отличен пример за каменоделството на XIX век.
В 1859 година е построена църквата „Свети Димитър“. Скоро след това, през 1867 година е построена църквата „Свети Георги“ в Лавриотико (Λαυριώτικο), през 1885 година е построена църквата „Успение Богородично“, а по-късно „Свети Атанасий“ и „Свети Николай“ в Льоси (Λιόση) (върху руините на раннохристиянска църква).
Александър Синве („Les Grecs de l’Empire Ottoman. Etude Statistique et Ethnographique“) в 1878 година пише, че в Атетос (Athétos), Касандрийска епархия, живеят 800 гърци. Към 1900 година според статистиката на Васил Кънчов („Македония. Етнография и статистика“) в Атито живеят 350 жители гърци християни.

### В Гърция
В 1912 година, по време на Балканската война, в Афитос влизат гръцки части и след Междусъюзническата война в 1913 година остава в Гърция.
| Име   | Име    | Ново име | Ново име | Описание                         |
| ----- | ------ | -------- | -------- | -------------------------------- |
| Зутла | Ζούτλα | Лофос    | Λόφος    | възвишение на З от Афитос (83 m) |

## Личности
Родени в Афитос
- Андреас Каратасос, гръцки революционер, деец на Гръцката въоръжена пропаганда в Македония
- Теохарис Сарикас, гръцки революционер, деец на Гръцката въоръжена пропаганда в Македония